# Lex comitialis
Lex comitialis (al plurale leges comitiales) è la legge romana in senso stretto, ossia quelle leggi che venivano promulgate attraverso una votazione delle assemblee, i "comitia", come suggerito dall'aggettivo comitialis. Durante la Repubblica romana le leges comitiales, dopo l'approvazione in Senato, venivano proposte alle assemblee da un magistrato, quale un console o, in altri casi, un pretore.
Inizialmente si differenziava dagli scita plebis (plebisciti), che erano i disegni di legge proposti dai tribuni della plebe. Attraverso le leges comitiales veniva in origine regolato soprattutto il diritto pubblico, mentre per lo più il diritto privato veniva cambiato attraverso gli scita plebis.
(Gaio, Istituzioni 1.3)
In seguito alla lex Hortensia de plebiscitis del 287 a.C., però, la differenza tra plebe e popolo, così come quella tra lex e scita plebis, si assottigliò sempre di più, al punto che alcuni giuristi romani arrivarono a identificare dei plebisciti come leggi.

## Funzionamento
La legge aveva le seguenti parti costitutive:
- praescriptio: indicazioni formali, come il nome del magistrato rogante, il giorno e il luogo della votazione, il primo blocco comiziale e il primo cittadino che votavano, etc.;[1]
- rogatio: il disegno di legge, ossia il testo vero e proprio, le disposizioni, le regole e le decisioni che la legge doveva stabilire;
- sanctio: le conseguenze dell'inosservanza delle leggi; la sanctio, in seguito, avrebbe comportato, secondo una terminologia tardo-classica, una distinzione tra:
  1. perfectae: se dichiaravano nulla un'azione compiuta apertamente contro la legge;
  2. minus quam perfectae: se imponevano una pena per la trasgressione della legge;
  3. imperfectae: se non imponevano alcuna pena per la trasgressione della legge;

Perché nel diritto romano venisse aggiunta una legge occorreva l'iniziativa di un magistrato (rogante magistratu), in genere il console, a volte un pretore. Questi doveva stilare la proposta di legge, presentarla in Senato e, dopo i relativi dibattiti, ottenere l'approvazione della maggioranza dei senatori, senza il veto di un tribuno o di altri magistrati con lo ius intercessionis. Se veniva ottenuta l'approvazione del Senato, aveva luogo la promulgatio, ossia la pubblicazione della legge e la fissazione della data di convocazione dei comizi e della votazione (mediante edictum); con le disposizioni della lex Caecilia Didia e della lex Iunia Licinia, tra la promulgatio di una legge e la sua votazione nei comizi doveva trascorrere il trinundinium, un periodo di attesa di tre giorni di mercato, che equivaleva ad un arco di tempo variante dai 17 ai 24 giorni. Nel giorno fissato, il magistrato presiedeva alle votazioni di una delle assemblee del popolo, debitamente convocata perché esprimesse il parere sulla proposta di legge: se l'esito delle votazioni delle assemblee era positivo, la proposta legislativa entrava in vigore come legge del popolo romano.
Se la proposta di legge non veniva approvata dal Senato o dalle assemblee, veniva ricordata come rogatio e non come lex, ma in ogni caso la proposta di legge portava sempre il nome del magistrato rogante, cosa che valeva anche per gli scita plebis, i quali seguivano un procedimento analogo.

## Contesto storico
Il procedimento per promulgare una legge è stato alla base dell'attività legislativa degli ultimi due secoli della Repubblica e non solo.
Nel 62 a.C. il tribuno della plebe Quinto Cecilio Metello Nepote minore propose una rogatio de Gneo Pompeo ex Asia revocando, una proposta di legge per richiamare Gneo Pompeo Magno dall'Asia affinché ristabilisse l'ordine dei tumulti che attanagliavano Roma in seguito alla Congiura di Catilina, ma incontrò la violenta opposizione in Senato da parte di Caton l'Uticense; Metello allora decise di ignorare l'approvazione del Senato e avviare la promulgatio senza di questa, ma uno scontro fisico con Catone lo portò a fuggire da Roma e al senatus consultum ultimum del 62 a.C.;
Nel 59 a.C., Cesare, come console, trovò una simile opposizione alla proposta della lex Iulia agraria e anche egli diede luogo alla promulgazione, decidendo di non tenere più conto del parere del Senato. Ciò avrebbe causato delle ripercussioni, che avrebbe dovuto penalmente scontare una volta ceduto l'imperium, cosa che Cesare non fece più, preferendo dare luogo alla guerra civile.